# Markovo (Tsjoekotka)
Markovo (Russisch: Ма́рково; Tsjoektsjisch: Уйвын/Вуйвун (Гуйгун, houten hut) ; Korjaaks: Вуйвын (fort of nederzetting) is een dorp in het Autonoom district Tsjoekotka van Rusland, gelegen aan de rivier Anadyr.

## Geografie
Markovo is gelegen aan de middenloop van de Anadyr, de langste rivier van Tsjoekotka, op bijna 350 km ten westen van de stad Anadyr. De plaats ligt in laaggelegen gebied omgeven door bergruggen van het hoogland van Tsjoekotka, zoals de Pekoelnejbergrug in het oosten, het Penzjinagebergte in het zuidwesten en het Kolymagebergte in het westen. In het laaggelegen taiga- en toendragebied rond Markovo groeien langs de oevers van de Anadyr loofbossen, vooral bestaande uit wilgen, populieren en elzen. Verder van de rivier af is er vooral toendravegetatie met mossen, struiken, dwergberken en dwergdennen, afgewisseld met meren, riviertjes en moerassen. In tegenstelling tot andere delen van Tsjoekotka zorgen verhoudingsgewijs warme en lange zomers voor gunstige omstandigheden voor de groei van loofbossen en andere vegetatie. Er komt een variëteit aan dieren, vogels en insecten voor. Door de afwezigheid van permafrost is het voor de inwoners mogelijk om aardappels en groenten te verbouwen.

### Klimaat
Markovo heeft een sub-arctisch klimaat, code Dfc volgens de klimaatclassificatie van Köppen. De maximumtemperatuur overdag varieert van −21,5 °C in januari tot 19,8 °C in juli. De minimumtemperaturen liggen van december t/m februari rond −30 °C. Vanaf omstreeks half oktober ontstaat een sneeuwdek. De omgeving komt af en toe binnen bereik van een zachte en vochtige luchtstroom uit de Grote Oceaan. In dat geval stijgen de temperaturen in de winter tot dicht bij het vriespunt.
De jaarlijkse neerslag bedraagt gemiddeld 380 mm; mei is het droogst (17 mm), augustus het natst met 57 mm. In natte perioden treedt de rivier buiten de oevers, wat eens in de 10 jaar voorkomt. Het aantal uren zon bedraagt rond de 1950 per jaar.

## Geschiedenis
Markovo is waarschijnlijk een van de eerste Russisch sprekende nederzettingen in Tsjoekotka. Enkele bronnen geven aan dat Markovo werd gesticht in 1649. Bekend is dat de expeditie van Semjon Dezjnjov nabij het huidige Markovo overwinterde en dat Anadyrsk hierna werd gesticht als basis voor het verkennen van Tsjoekotka en van mogelijke routes naar het schiereiland Kamtsjatka. De kozakken werden gevolgd door anderen die zakelijke motieven hadden en door degenen die niet wilden voortleven als lijfeigenen in Rusland. In 1862 werd begonnen met de bouw van een parochieschool, de eerste in Tsjoekotka. Bewoners uit Markovo vestigden zich in het nieuwe dorp  Oest-Belaja rond het begin van de 20e eeuw, eveneens aan de oever van de Anadyr. In de 20e eeuw was Markovo het culturele centrum van het Markovsky District, dat in 1958 werd gesplitst in de districten  Anadyr en Bilibin. De culturele betekenis van Markovo duurt voort omdat het de thuisbasis is van het Markovskije Vetsjorki koor, gespecialiseerd in oude kozakkenliederen.

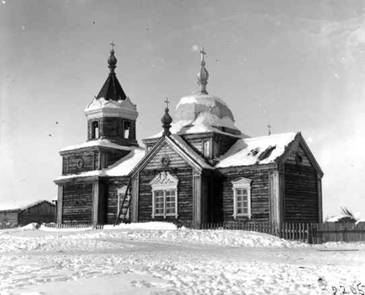
Russisch Orthodoxe kerk, Markovo, 1901

Tussen 1916 en 1920 bevochten de Witten en de bolsjewieken elkaar ook in de omgeving van Markovo, en hadden het gebied afwisselend onder controle. Het duurde tot begin 1923 voordat er in Tsjoekotka geen Witten meer actief waren.
Tijdens de Tweede Wereldoorlog werd aan de zuidkant van de plaats een vliegveld aangelegd voor de luchtroute Alaska-Siberië (ALSIB), via welke Amerikaanse vliegtuigen naar het oostfront werden gevlogen.
In 1998 werd de status van Markovo verlaagd naar selo (сельское поселение, Selskoje poselenieje, landelijke nederzetting).

## Demografie
Voor Noordoost-Siberische begrippen is Markovo een middelgroot dorp met 578 inwoners (2018). Het inwonertal is echter afnemend: in het jaar 2000 waren er 1072 inwoners, bij de volkstelling van 2010 ruim 800.
In het jaar 2000 was de verdeling over etnische groepen als volgt:
| Inheems     | Aantal | Percentage |
| ----------- | ------ | ---------- |
| Russen      | 625    | 58%        |
| Tsjoevanen  | 299    | 28%        |
| Tsjoektsjen | 62     | 6%         |
| Evenken     | 60     | 6%         |
| Joekagieren | 26     | 2%         |
| Total       | 1072   | 100%       |

In het jaar 2000 waren er voor 1072 inwoners in totaal 531 arbeidsplaatsen. Het totaal aantal inheemsen bedroeg toen 447 personen, die 142 van de arbeidsplaatsen bezetten. Dat er ook sprake is van verborgen werkloosheid, kan blijken uit het gegeven dat op ruim 1000 inwoners, er 100 werkzaam waren in het onderwijs en de kinderopvang. Met het vertrek van Russische en Oekraïense bewoners is in de loop van de 21e eeuw het aandeel van de inheemse bevolking toegenomen.

## Economie

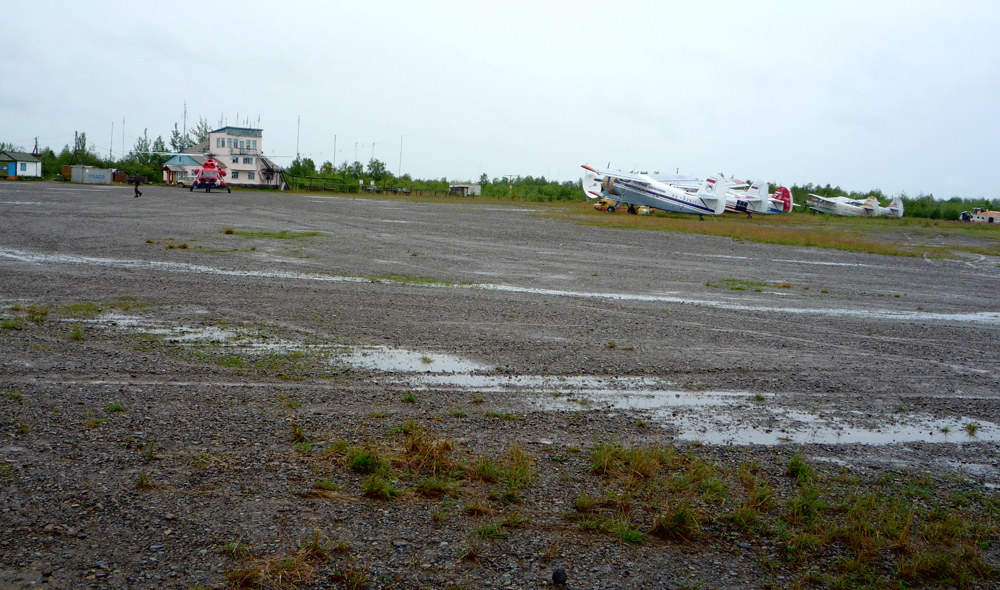
Vliegveld van Markovo

Van alle gezinnen die in 2000 in Markovo woonden, had slechts 5% een regelmatig maandelijks inkomen. Velen leefden onder de armoedegrens. Wegens het grote aandeel inheemse bewoners is de belangrijkste activiteit het houden van rendieren, met daarnaast visvangst, vooral zalm.
Tot de voorzieningen behoren een (kost)school voor voortgezet onderwijs en een cultureel centrum.

### Transport
Er is een vliegveld met een onverharde baan van 2000 meter lengte, vanwaar op Anadyr wordt gevlogen.
De diepte van de rivier staat toe dat er schepen met 600 ton laadvermogen tot Markovo kunnen varen, dat is 517 km vanaf de monding bij Anadyr; schepen met een diepgang tot 1,5 meter en beladen tot 150 ton kunnen nog voorbij Markovo.